# خانه محمدرضا قانع
خانه محمد رضا قانع مربوط به دوره قاجار است و در شیراز، گودعربان، محله بیات، کوچه آثار جم واقع شده و این اثر در تاریخ ۱۰ خرداد ۱۳۸۲ با شمارهٔ ثبت ۸۷۱۵ به‌عنوان یکی از آثار ملی ایران به ثبت رسیده است.